# Комітет радіофікації і радіомовлення при Раді міністрів УРСР
Комітет радіофікації і радіомовлення (радіоінформації) при Раді міністрів Української РСР — вищий державний орган УРСР в галузі радіомовлення, входив до складу Ради Народних Комісарів (з 1946 року — Ради Міністрів) Української РСР.

## Історія
Утворений в 1944 році як Комітет радіофікації і радіомовлення при РНК УРСР. У липні 1949 року перейменований в Комітет радіоінформації при РМ УРСР. 10 квітня 1953 року увійшов до складу Міністерства культури УРСР.

## Голови Комітету радіофікації і радіомовлення (радіоінформації)
- Сірченко Яків Тихонович (1944—1949)
- Кетков Олександр Дмитрович (1949, в.о.)
- Скачко Микола Артемович (1949—1953)